# ماريا رايفسكايا إيفانوفا
ماريا دميترييفنا رايفسكايا إيفانوفا (بالأوكرانية: Марія Дмитрівна Раєвська-Іванова ) ( 1840 بالقرب من جافريلوفكا، إيزيومسكي أويزد، محافظة خاركيف - أكتوبر 1912، خاركيف) هي رسامة أوكرانية، في عام 1868 أصبحت أول امرأة في الإمبراطورية الروسية تحصل على لقب فنانة حرة من الأكاديمية الإمبراطورية للفنون.

## السيرة الذاتية
ولدت لعائلة من ملاك الأراضي وتعلمت في المنزل، ثم درست في الخارج لمدة خمس سنوات في فرنسا وإيطاليا ودرسدن، وحضرت دورات في الإثنولوجيا وعلم الآثار وتاريخ الفن واللغويات بالإضافة إلى دروسها الفنية المعتادة.
عندما عادت في عام 1868 اجتازت امتحان فنان حر في الأكاديمية الإمبراطورية، وفي العام التالي استقرت في خاركيف، حيث افتتحت مدرسة خاصة بالرسم.
في عام 1872 حصلت ماريا إيفانوفا راجيفسكا على لقب عضو فخري في الأكاديمية للأساليب المبتكرة، كانت المدرسة التي أسستها تعمل لمدة سبعة وعشرين عامًا ودرس بها ما يقرب من 900 طالب، بما في ذلك سيرهي فاسيلكيفسكي، أليكسي بيكيتوف، وكونستانتين بيرفوخين. وفي معرض عموم روسيا لمدارس الرسم تفوقت على مدرسة ستروجانوف الأكثر شهرة.
في عام 1896 أصبحت المدرسة منشأة عامة تديرها المدينة، ثم في عام 1912 أصبحت كلية خاركوف للفنون، مدرسة تابعة للأكاديمية الإمبراطورية تحت إشراف ألكسندر لوبيموف، وخلال الحقبة السوفيتية أصبحت مدرسة تقنية وتعرف الآن باسم أكاديمية ولاية خاركيف للتصميم والفنون.
بالإضافة إلى رسوماتها وتدريسها قامت بتأليف العديد من المقالات والنشرات حول تعليم الفن، بالإضافة إلى كتاب مدرسي بعنوان أبجديات الرسم للأسرة والمدرسة (1879)، كان زوجها سيرجي ألكساندروفيتش مدرسًا أيضًا وخدم في مجلس مدينة خاركيف، وابنها ألكسندر سيرجيفيتش مهندسًا تقنيًا ساعد في تصميم عدة أنواع مألوفة من القاطرات الروسية.
1. 1 2 3  "Brief biography from "Famous People from Barvinkove". مؤرشف من الأصل في 2023-02-17.
2. ↑  Natalia, Budanova (2019). Women Artists to Victims of War – The First Exhibition of the Moscow Union of Women Painters and its Reception by the Contemporary Press. ص. 112.
3. 1 2 3  ""Kharkiv State Academy of Design and Fine Arts"". مؤرشف من الأصل في 2023-03-14.
4. 1 2  Lozhkina, Alisa (2020). ERMANENT REVOLUTION - ART IN UKRAINE, THE 20th TO THE EARLY 21st CENTURY. ص. 55.
5. ↑  LEITE, Tamires Moura Gonçalves (2019). As estampas de Liubov Popova e Varvara Stepanova e o novo modo de vida soviético. ص. 26.
6. ↑  Davidich, T.F. The significance and stylistic features of eclectic objects in the city of Kharkov. ص. 5–22.